# Irenòpolis
Irenòpolis (en llatí Irenopolis, en grec antic Εἰρηνούπολις) era una ciutat del districte de Lacantis, al nord-est de Cilícia, no lluny del riu Calicadnos. Es creu que va portar el nom de Neronias (Νερωνίας), en honor de Neró.
La ciutat de Bèroe de Tràcia s'havia anomenat també Irenòpolis.